# White Russian
Il White Russian è un cocktail a base di vodka, una variante del Black Russian. Ha fatto parte della quarta codificazione dei cocktail ufficiali IBA (2004-2011).Il nome vuol dire Russo bianco dove il termine "russian" si riferisce alla presenza della tipica vodka russa mentre il termine "white", che indica il colore della panna, è usato per distinguerlo dal corrispettivo "black".

## Storia
Le origini del cocktail non sono certe. Alcune fonti lo farebbero risalire agli anni cinquanta, talvolta sostenendo che il White Russian sia stato creato da Gustave Tops parallelamente o, addirittura, precedentemente al Black Russian, la prima prova certa dell'esistenza risale al 21 marzo 1965 quando il liquore Coffee Southern pubblica una pubblicità in cui cita il cocktail  - con tanto di ricetta - come esempio di uso del liquore al caffè. Il White Russian ebbe un lieve successo commerciale negli anni settanta, durante la cosiddetta era disco, successo che scemò con l'arrivo degli anni ottanta, epoca in cui mantenne uno stato di relativo anonimato fino all'uscita del film Il grande Lebowski, in cui il protagonista beve più volte questo cocktail.

## Composizione

### Ingredienti
- 5,0 cl di vodka;
- 2,0 cl di liquore al caffè;
- 3,0 cl Panna liquida;

### Preparazione
Si prepara direttamente nel bicchiere old fashioned, colmo di ghiaccio. Si versano vodka e liquore nel bicchiere e si mescola. Poi si aggiunge la panna liquida appena montata con lo shaker tradizionale, versandola direttamente nel bicchiere, meglio se facendola cadere su un cubetto di ghiaccio (in alternativa si può usare il dorso del cucchiaio da bar, il bar spoon). Non va aggiunta nessuna decorazione e non va mescolato.

### Varianti
Il cocktail, per la sua semplicità, si presta a molte modifiche. Le varianti più note sono:
- Black Russian - Versione senza la panna. È la versione originale del 1949 e facente parte della codifica IBA sin dal 1986.
- Mudslide - sostituisce la panna con crema di whiskey
- White Cuban - sostituisce la vodka con il rum

## Cultura di massa
Il White Russian ebbe un grande successo commerciale in seguito all'uscita del film Il grande Lebowski, in quanto è il cocktail preferito del protagonista. Il White Russian compare, inoltre, nella serie televisiva britannica The IT Crowd, dove è la bevanda preferita di Maurice Moss, e nella serie televisiva americana Supernatural, dove viene preparato da Einstein in paradiso. Infine, nel film Catwoman, la protagonista chiede un "White Russian, senza ghiaccio, senza vodka e senza Kahlùa".